# Guy Lefèvre
 (mai 2016).
Pour les articles homonymes, voir Lefèvre.
Guy Lefèvre, né le 13 novembre 1933 à Fianarantsoa à Madagascar et mort le 12 janvier 2018, à Saint-Paul sur l'île de La Réunion, est un vitrailliste malgache.

## Biographie
Né à Madagascar de parents réunionnais, Guy Lefèvre a accompli toute sa carrière de vitrailliste dans l’océan Indien, à Madagascar, La Réunion et l'Île Maurice.
Après avoir débuté dans le métier à Tananarive, au début des années 1960, il s’installe à La Réunion en 1967. Son premier atelier se situait dans les rampes de Saint-François, puis en 1969, rue Mazagran à Saint-Denis.
Il obtient à Paris, le titre de Maître Verrier auprès de la Chambre Syndicale des Maîtres-Verriers en 1972.
En 1983, Guy Lefèvre s’installe près de l’ancienne usine de l’Éperon (Saint-Paul), alors propriété des Sucreries de Bourbon qui souhaitent y créer un village artisanal. Son activité principale reste le vitrail, mais il y développe en parallèle une production de sculptures.

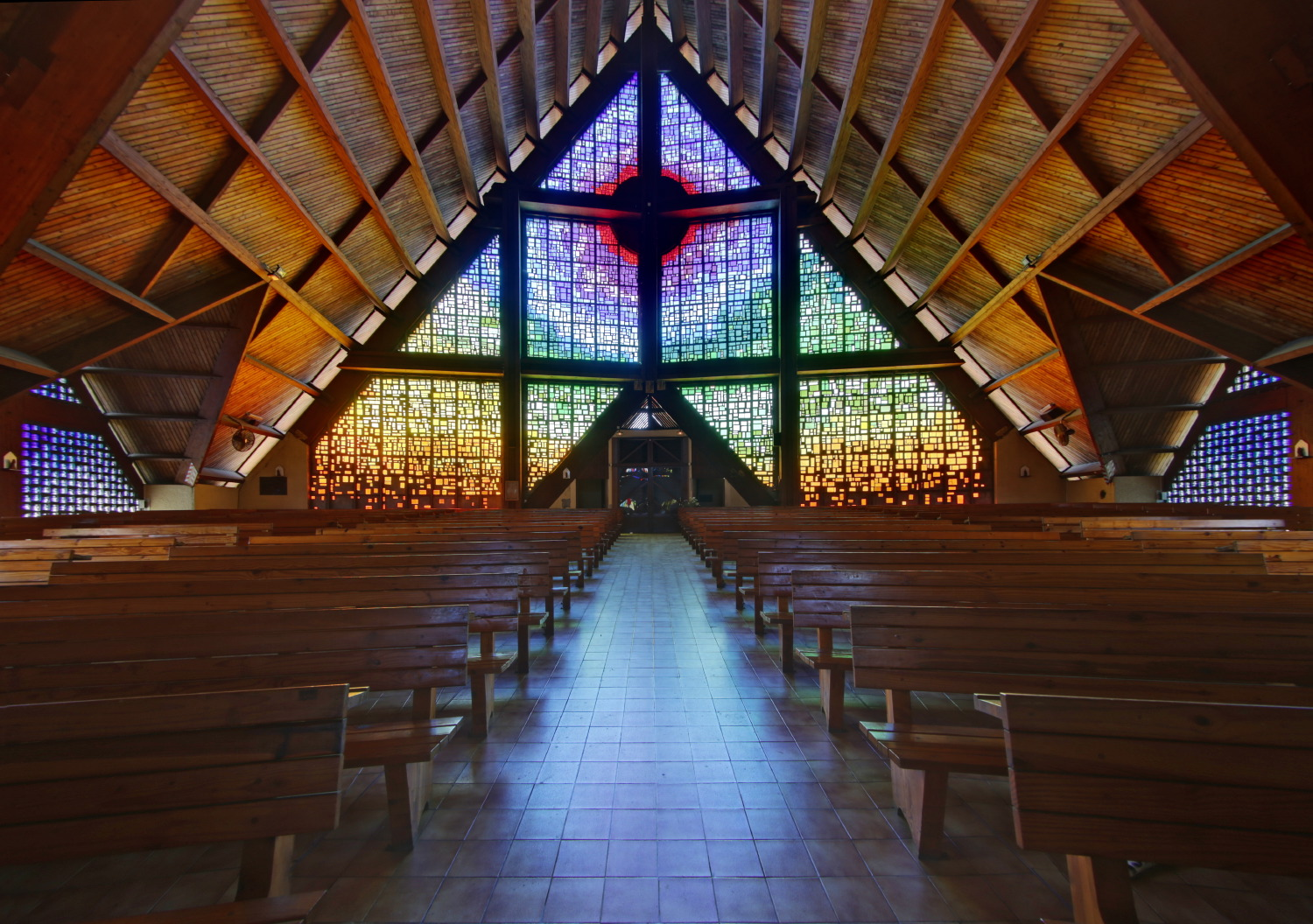
Vitraux de l'église de Ravine Blanche (Saint-Pierre), 1988.

## Activités
Guy Lefèvre crée ses maquettes et réalise des vitraux pour des édifices religieux et publics, ainsi que pour des commandes privées, aussi bien en dalle de verre, qu’en verre collé sur verre et en verre et plomb. À partir de la mise en scène d'un personnage, d'une scène biblique, le vitrailliste conserve le choix du dessin et de la couleur. « Comme tout verrier, il doit tout réussir, du dessin jusqu’au montage ». Il pratique en parallèle la peinture et la sculpture.

## Principales réalisations

### La Réunion
Guy Lefèvre a créé ou restauré les vitraux de la majeure partie des édifices catholiques de La Réunion.

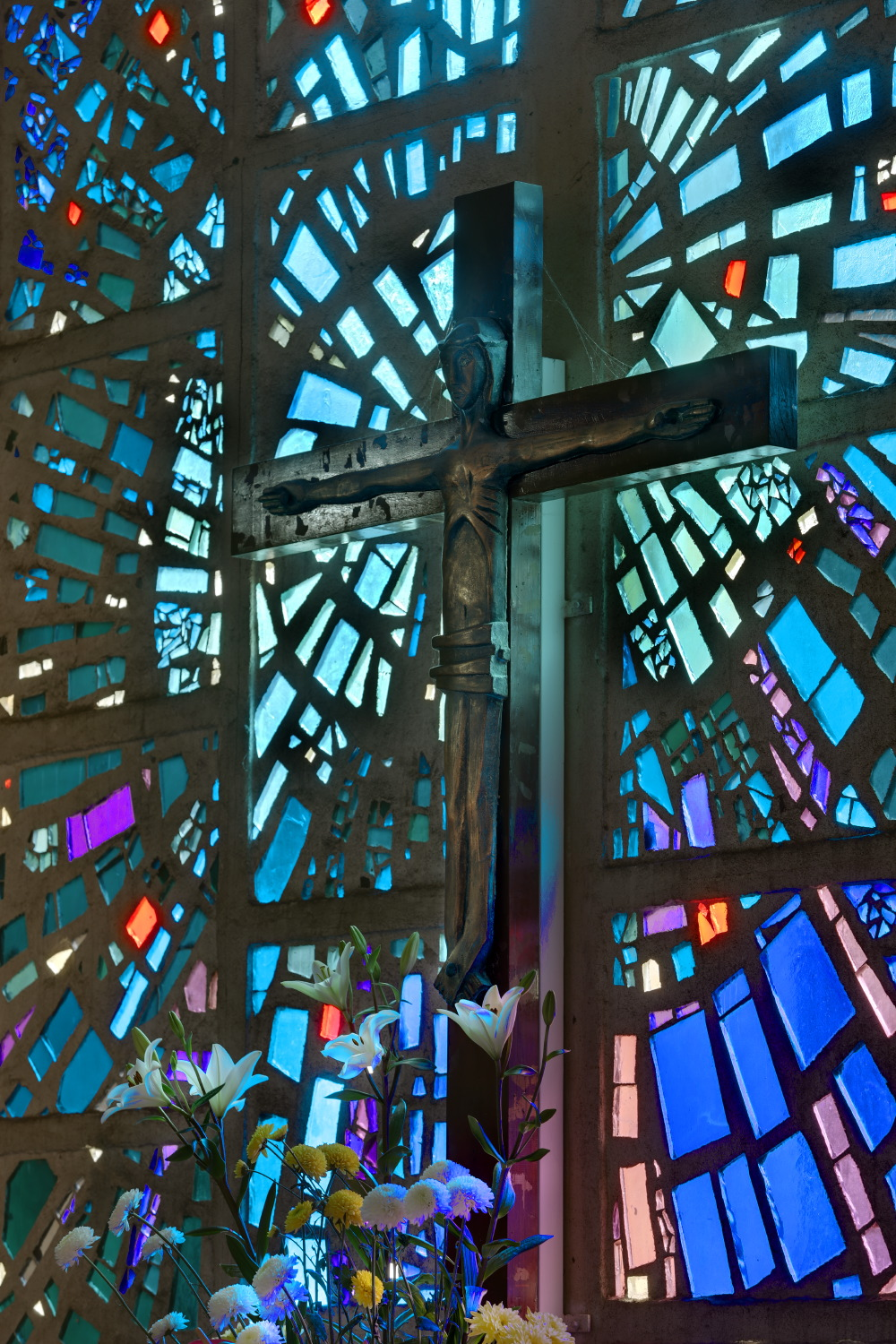
Vitraux de l'église de Hell-Bourg (Salazie, La Réunion), 1975.

#### Églises

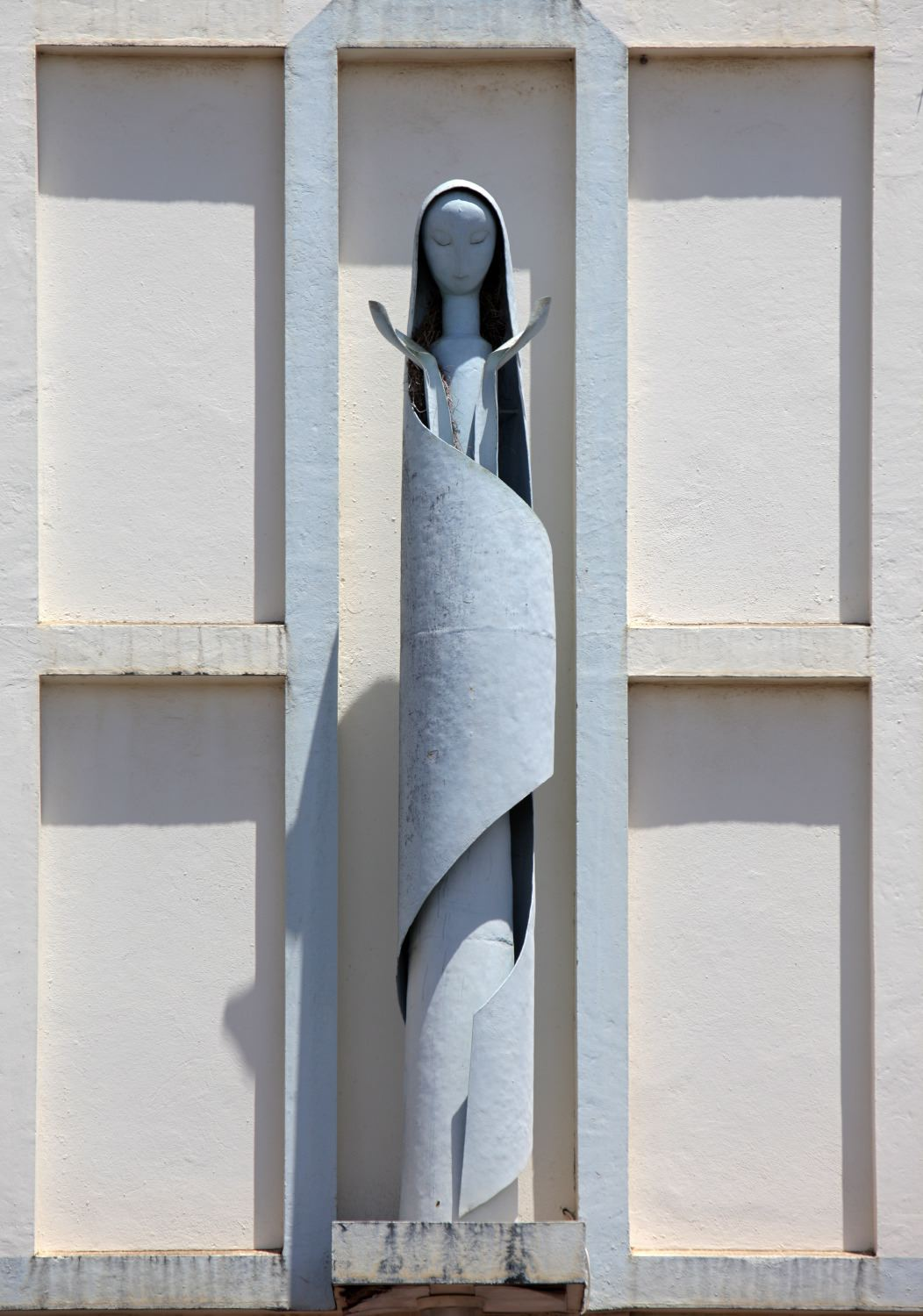
Statue sur la façade de l'église de La Trinité (Saint-Denis, La Réunion), 1965.

Le Bon Pasteur, Ravine des Cabris Ravine Blanche (Saint-Pierre) ; Notre-Dame des Laves (Sainte-Rose) ; Grand-Ilet (classé MH), Salazie, Hell-Bourg (Salazie) ; Immaculée Conception, L'Assomption (inscrit MH), La Trinité, Saint-Jacques, Le Brûlé, Le Chaudron, La Bretagne (Saint-Denis) ; Cambuston, Champ Borne (Saint-André) ; Bagatelle, Bras Pistolet, Sainte-Vivienne (Sainte-Suzanne) ; Plateau Caillou, L'Hermitage, Etang-Saint-Paul, Saint-Gilles les Bains, Saint-Gilles les Hauts (Saint-Paul) ; Saint-Joseph, Vincendo (Saint-Joseph) ; Manapany les bas (Petite Ile) ; Trois Bassins, La Possession, Le Port.

#### Couvents
La Providence, La Montagne (Saint-Denis) ; Carmel des Avirons (Les Avirons).

#### Édifices publics
Mairies du Tampon et de l’Entre-Deux ; cascade en pierres de lave dans le hall de l’aéroport Roland-Garros.  

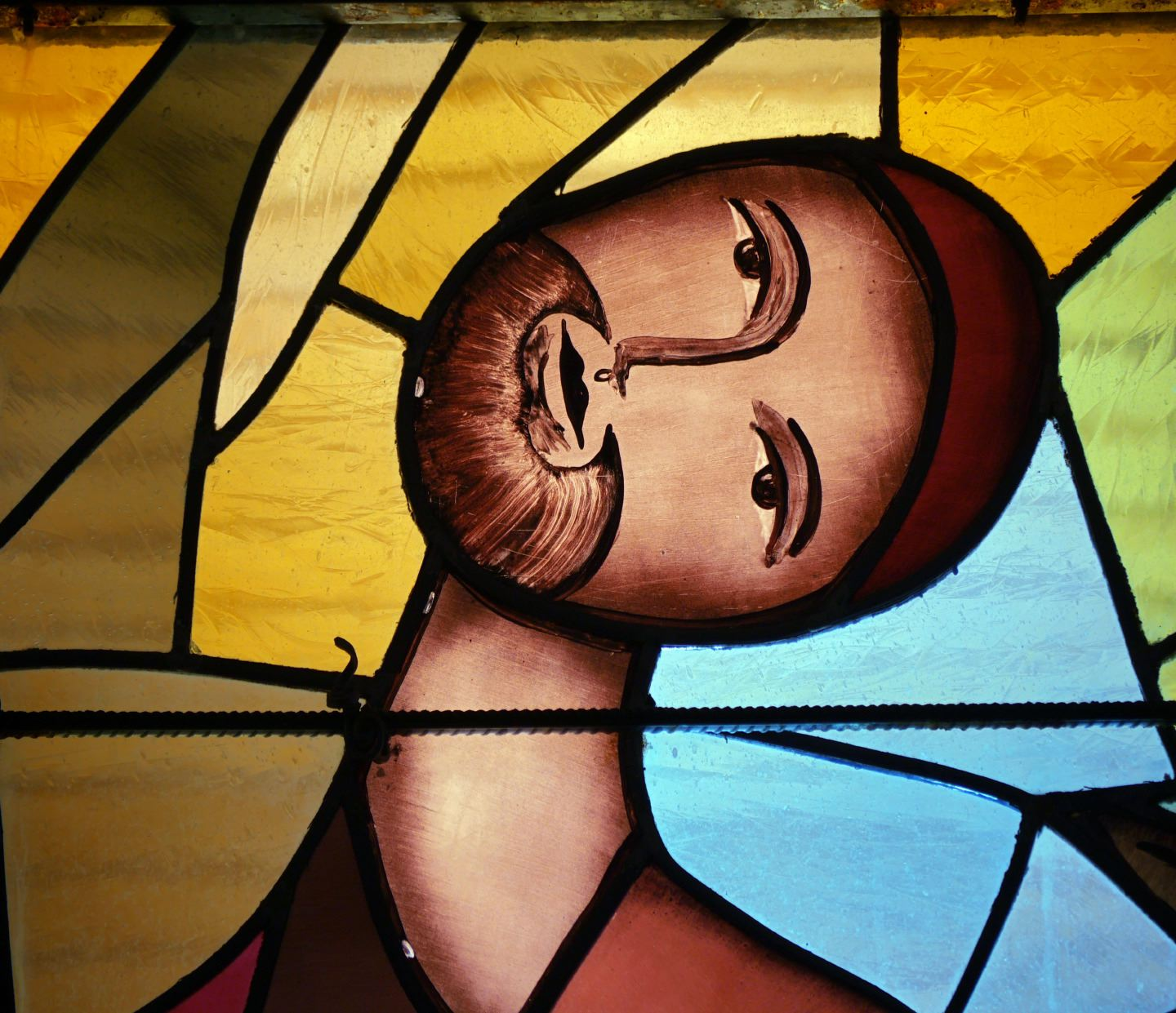
Vitrail de l'église paroissiale de Saint-Joseph (La Réunion), années 1980.

### Île Maurice
Restaurations des vitraux de l’église Sainte Thérèse à Curepipe et de la cathédrale saint Louis à Port-Louis. Création des vitraux de l’église saint Jean et celle de Sainte-Croix, ainsi que le monument funéraire du Père Laval.

### Madagascar
Restauration des vitraux du temple protestant du Palais de la Reine à Tananarive.

## Prix
Guy Lefèvre a remporté le premier prix du concours des métiers à La Réunion en 1970 ainsi que la médaille d’or à l’Exposition du Travail à Paris en 1972. En 1973, il obtient le prix du Baron Taylor au Salon des Artistes Français. Médaillé de bronze de la Ville de Paris en 1990 au Salon des Artistes de l’outre-mer, il décroche la médaille d’argent en 1991.

## Publication
- Vitrail, art religieux à La Réunion, Saint-Denis de La Réunion, Association Réunionnaise des Œuvres Diocésaines, 1992[7]

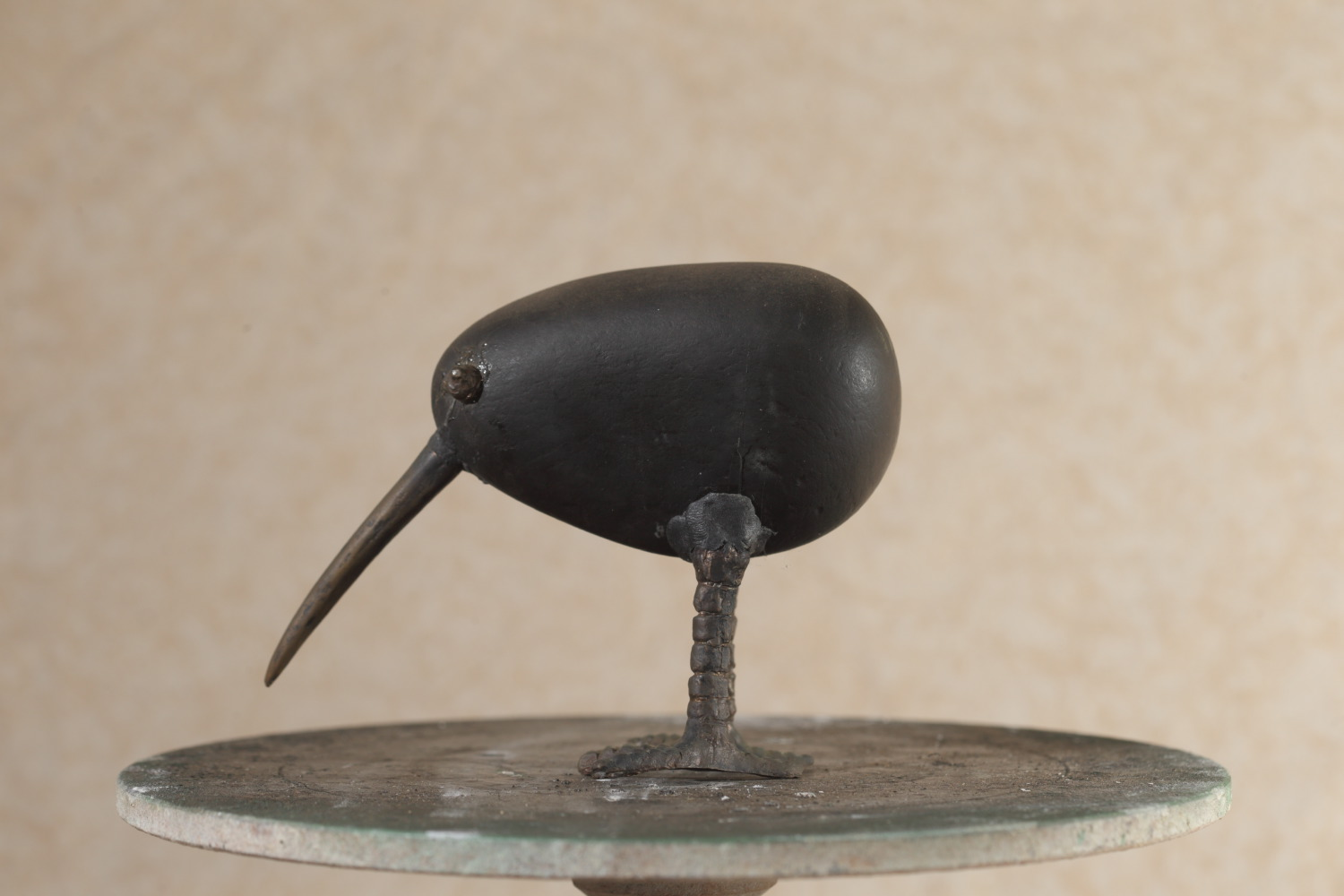
Sculpture en galet de mer de type « Zoizo ».

### Articles de journaux
- Audrey Hoarau, « Guy Lefèvre Le dernier maître-verrier », Case magazine,‎ 22 juillet 2014 (lire en ligne).
- Jean-Claude Vallée, « Complainte pour un maître-verrier sans ruban », Le Quotidien,‎ 24 avril 2014 (lire en ligne).
- « Au musée de Villèle, Guy Lefèvre le sculpteur de lumière, sort de l'ombre », Journal de l'Ile de La Réunion,‎ 19 septembre 2015 (lire en ligne).